# Stiren
Stirenul (de asemenea cunoscut și ca etenilbenzen, vinil-benzen, sau feniletenă) este un compus organic cu formula C6H5CH=CH2. Este un derivat al benzenului, uleios și incolor, care se evaporă ușor și are un miros dulceag, deși în concentrații mai mari mirosul devine neplăcut. Este un precursor pentru polistiren și alți copolimeri. Aproximativ 25 de milioane de tone de stiren au fost produse în 2010.

## Obținere
Stirenul este produs în cantități industriale din etilbenzen, care este obținut pe scară largă prin alchilarea benzenului cu etilenă.

### Dehidrogenarea etilbenzenului
În majoritatea cazurilor, stirenul se produce prin dehidrogenarea catalitică a etilbenzenului. Cei mai folosiți catalizatori folosiți la dehidrogenarea etilbenzenului sunt oxidul de fier (III), și un mic procent de oxid de potasiu și carbonat de potasiu.